# کلیسای جامع سنت مگنس
کلیسای جامع سنت مگنس (انگلیسی: St Magnus Cathedral) بنایی شاخص در خط آسمان کرک‌وال، شهر اصلی جزایر اورکنی در شمال اسکاتلند است. این بنا شمالی‌ترین کلیسای جامع و اسقف‌نشین در بریتانیا است و نمونه‌ای شاخص از شیوهٔ معماری رمانسک که در زمان حکومت نورس‌های باستان بر اورکنی ساخته شده‌است. جیمز سوم اسکاتلند پس از تسخیر اورکنی در ۱۴۶۸ این بنا را به حاکم کرک وال بخشید و امروزه این بنا در اختیار کرک وال است و کلیسای اسکاتلند مالک آن نیست. این کلیسا تنها کلیسایی در بریتانیا است که از برای خود یک سیاهچال دارد. از این سیاه‌چال، که به سوراخ مارویک (به انگلیسی: Marwick's Hole) معروف است تا قرن هجدهم استفاده می‌شد.
کار ساخت این بنا در ۱۱۳۷ آغاز شد و ۳۰۰ سال طول کشید. نخستین اسقف آن ویلیام پیر بود که تحت نظارت اسقف اعظم نیداروس نروژ قرار داشت. پس از تسخیر اورکنی توسط جیمز سوم و پیش از اصلاحات پروتستانی اسکاتلند، این اسقف‌نشین تحت نظارت اسقف اعظم اورکنی قرار گرفت که مقرش در کرک‌وال بود. بر خلاف دیگر کلیساهای اسکاتلند، اصلاحات پروتستانی تخریب چندانی برای کلیسای سنت مگنس در پی نداشت، که دلیل آن اسقف جیمز لا دانسته می‌شود که شورشیان پروتستان در ۱۶۱۴ را راضی کرد که از تخریب کلیسا دست بکشند. امروزه کلیسای سنت مگنس یکی از سالم‌ترین بناهای باقی‌مانده از قرون وسطی در بریتانیا است. در ۱۹۸۷ ملکهٔ بریتانیا الیزابت دوم در جشن ۸۵۰ سالگی آن از پنجره‌های رنگی جدید در بال غربی آن پرده‌برداری کرد. این کلیسا چهار ناقوس دارد و ساعت آن در سال ۱۷۶۱ توسط ساعت‌ساز انگلیسی هیو گوردن ساخته شده‌است.